# Cristóbal de Montemayor
Cristóbal de Montemayor (Burgos, c. 1550-f. entre 1609 y 1612) fue un cirujano y médico español.

## Biografía
Nació en Burgos en torno a 1570. Discípulo de Luis Mercado y Pedro Sosa, estudió medicina en la Universidad de Valladolid y posteriormente cirugía en la misma ciudad. Se graduó de doctor y llegó a ser cirujano de cámara de Felipe II y Felipe III. Escribió una obra titulada Medicina y cirugía de vulneribus capitis, publicada póstumamente en Valladolid en 1613 y cedida por su esposa, Ana Núñez, a los religiosos de la Orden de la Santísima Trinidad. Se trata de una traducción comentada al español del libro III del corpus hipocrático donde critica la práctica indiscriminada de la trepanación, pero la apoya en ciertos supuestos y cuando el cirujano tiene práctica. Participó junto con otros médicos y cirujanos en una comisión nombrada por el Consejo de Castilla a causa de un brote de peste. Falleció entre 1609 y 1612.